# Bătălia de la Herdonia (210 î.Hr.)
Bătălia de la Herdonia a fost o bătălie din sud-estul Italiei din cel de al doilea rǎzboi punic în anul 212 î.hr. între Cartagina (Hannibal) și Republica Romană (Fulvius Centumalus). Bătălia se încheie cu victoria cartagineză (al lui Hannibal), iar Fulvius Centumalus este ucis.